# Temelucha dannix
Temelucha dannix är en stekelart som beskrevs av Ian D. Gauld 2000. Temelucha dannix ingår i släktet Temelucha och familjen brokparasitsteklar. Inga underarter finns listade i Catalogue of Life.